# いすゞ・トラガ
トラガ（TRAGA）は、いすゞ自動車により製造・販売される小型トラックである。フィリピン市場ではトラビズ（TRAVIZ）の車名で販売される。

## 概要
2018年4月23日、新興国市場向けに発表。シャシはピックアップトラックのD-MAX、キャブは小型トラックのエルフをベースに開発された。また、エンジンはパンサーのターボエンジンを搭載。インドネシアにあるいすゞアストラモーターインドネシアで製造されている。平ボディタイプの「Pick Up(FD)」とドライバンタイプの「Box Aluminium」の2タイプがある。
2019年12月にはフィリピンへトラビスとして輸出を開始。フィリピン仕様は、エンジンをユーロ4（インドネシア仕様はユーロ2）に適合させた他、キャブの寸法もフィリピンの法規に適合するように変更されている。フィリピン仕様は平ボディタイプの「DROPSIDE TRUCK」、ドライバンタイプの「ALUMINUM VAN」、冷蔵車タイプの「REFRIGERATED VAN」の3タイプがある。
2021年11月には、ルートバンタイプの「BLIND VAN」が追加された。

## 沿革
- 2018年2月 - 生産開始。
- 2018年4月23日 - インドネシアで発表・発売開始。
- 2019年11月14日 - フィリピンでトラビスとして発表・発売開始[5]。

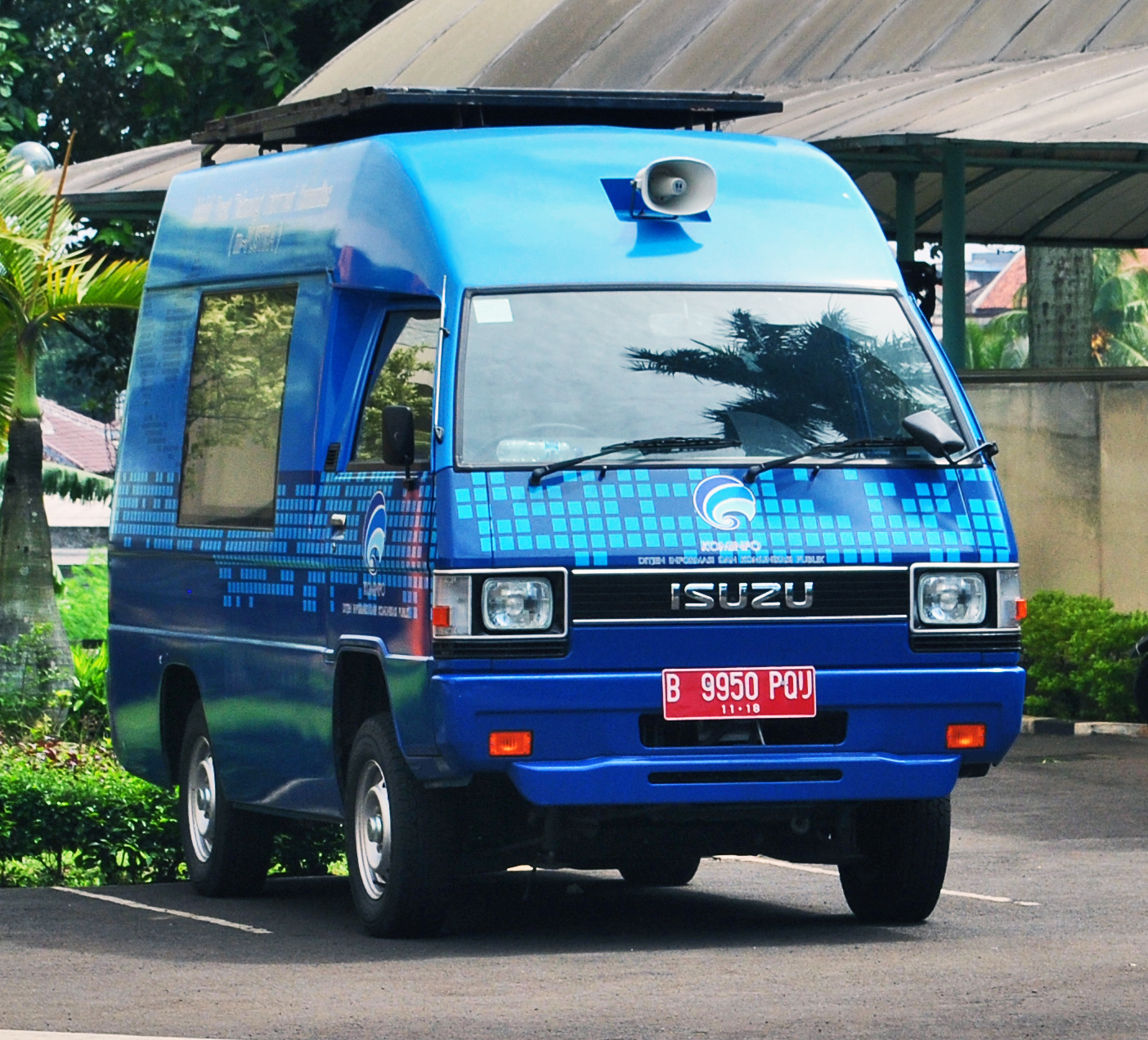
先代モデルのいすゞ・バイソン